# Valbom (Almaceda)

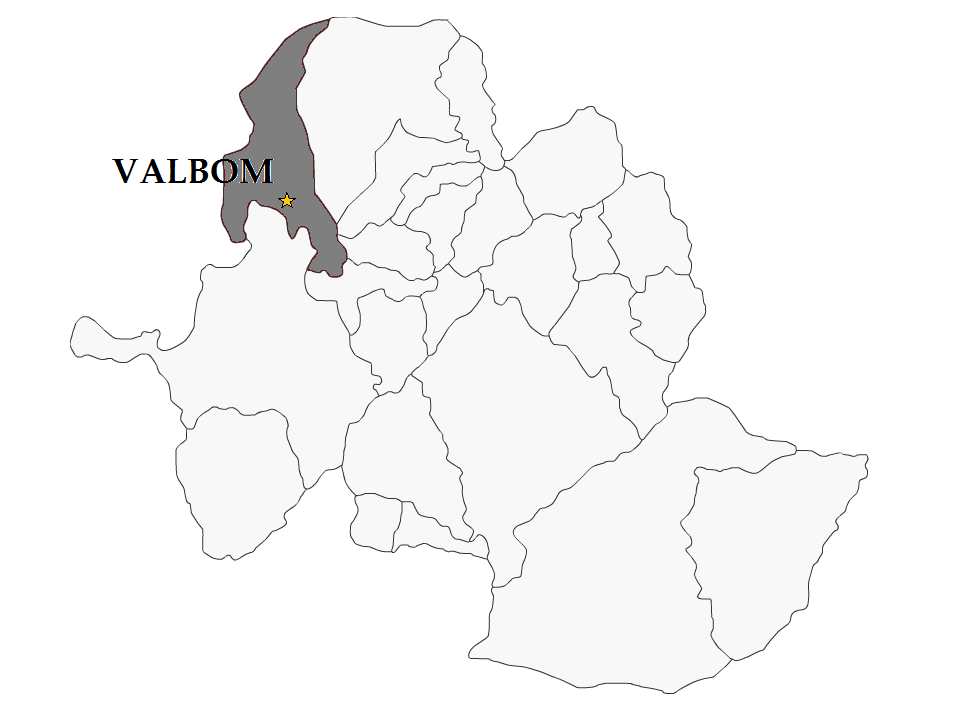
Localização no Concelho de Castelo Branco

Valbom é uma aldeia portuguesa pertencente à freguesia de Almaceda, no Concelho e Distrito de Castelo Branco, com 14 habitantes (2021) .
Está localizada a 7 km da sua sede de freguesia e a 27 km da sede do concelho.

## População
| 2001 | 2011 | 2021 |
| 54   | 37   | 14   |

## História
Em 1186 as atuais terras de Valbom encontravam-se em pleno território da Covilhã, após atribuição de diploma foraleiro à Covilhã por D. Sancho I.
Posteriormente e com a atribuição do Foral a Sarzedas em 1212 também por D. Sancho I, passou para o limite administrativo do Concelho de Sarzedas.

Em 1213, século XIII, com a morte do Rei D. Sancho I, todo o território de Sarzedas é doado a Gil Sanches de Portugal.
No século XIV, mais propriamente em 4 de Fevereiro de 1381 o Rei D. Fernando I atribui as rendas devidas pelos habitantes das terras do território de Sarzedas a Garcia Tenreiro , Alcaide-mor da vila de Monforte; filho de Diogo Lopes Tenreiro, Alcaide-mor da Corunha (Espanha).
Em 1512, encontra-se a primeira referência publicada com identificação explícita de Valbom, mais propriamente, erdade de Vall Bom, no "Foral Novo" de Sarzedas de D. Manuel I.

O Concelho de Sarzedas foi extinto a 16 de Fevereiro de 1848 , passando após esta data a ser englobado nos limites do Concelho São Vicente da Beira.

Os tempos são conturbados e em  20 de janeiro de 1894 deu-se a Revolta dos Gabões , episódio que veio demonstrar a grande insatisfação vivida pela população da aldeia e das aldeias vizinhas.
Com a extinção do Concelho de São Vicente da Beira (7 de Setembro de 1895), o território de Valbom passou a ser englobado no Concelho de Castelo Branco.

## Arquitetura
Dadas as características arquitetónicas do edificado predominante da zona, arquitetura vernacular de xisto, a localidade foi um dos locais escolhidos pela equipa da Zona 3 - Beiras, constituída pelos ilustres arquitetos: Francisco Keil do Amaral, José Huertas Lobo, João José Malato, no INQUÉRITO À ARQUITETURA REGIONAL PORTUGUESA, que culminou na 1ª Edição do livro Arquitectura Popular em Portugal publicada em 1961, a que se seguiram três reedições: 1980, 1988 e 2004.
Parte do espólio também pode ser analisado no site OAPIX desenvolvido pela Ordem dos Arquitetos.
- 1955 - Casa com varanda | PT-OA-IARP-CTB-CTB05-021
- 1955 - Cobertura de telha de canudo e cimalha de lajes de xisto | PT-OA-IARP-CTB-CTB05-018

## Economia e Sociedade
A sua população, predominantemente idosa e reformada, dedica-se à agricultura de sustento próprio e à produção de gado (maioritariamente gado caprino). Há ainda habitantes que se dedicam a áreas de negócio relacionadas com a atividade florestal. 
Existe na aldeia um lagar industrial para produção de azeite que serve não só a freguesia como todo o distrito.
Devido à falta de trabalho na freguesia e na própria região, grande parte dos seus naturais vê-se forçada a sair para outras regiões do país (como a zona de Lisboa), ou para o estrangeiro.
No passado, a sua população viu-se obrigada a prestar trabalho sazonal noutras paragens, na prestação de trabalho como jornaleiros .
Em termos de acessibilidade rodoviária, é travessada pela EM1227 e a norte liga por entroncamento à R112, antiga N112.

## Gastronomia
- Maranhos, enchidos, chanfana e cabrito no forno;
- Tigeladas, filhós, biscoitos de azeite.

Galeria de Imagens

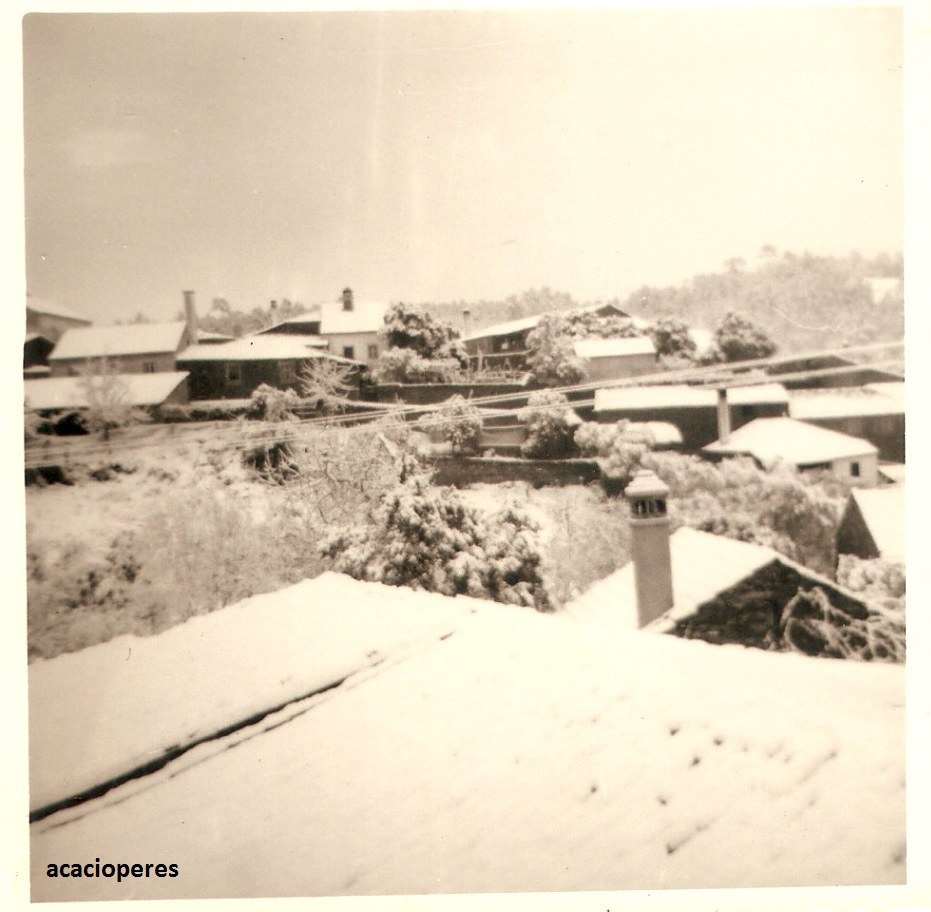
Paisagem de Valbom com neve em Dezembro de 1970 - Foto00
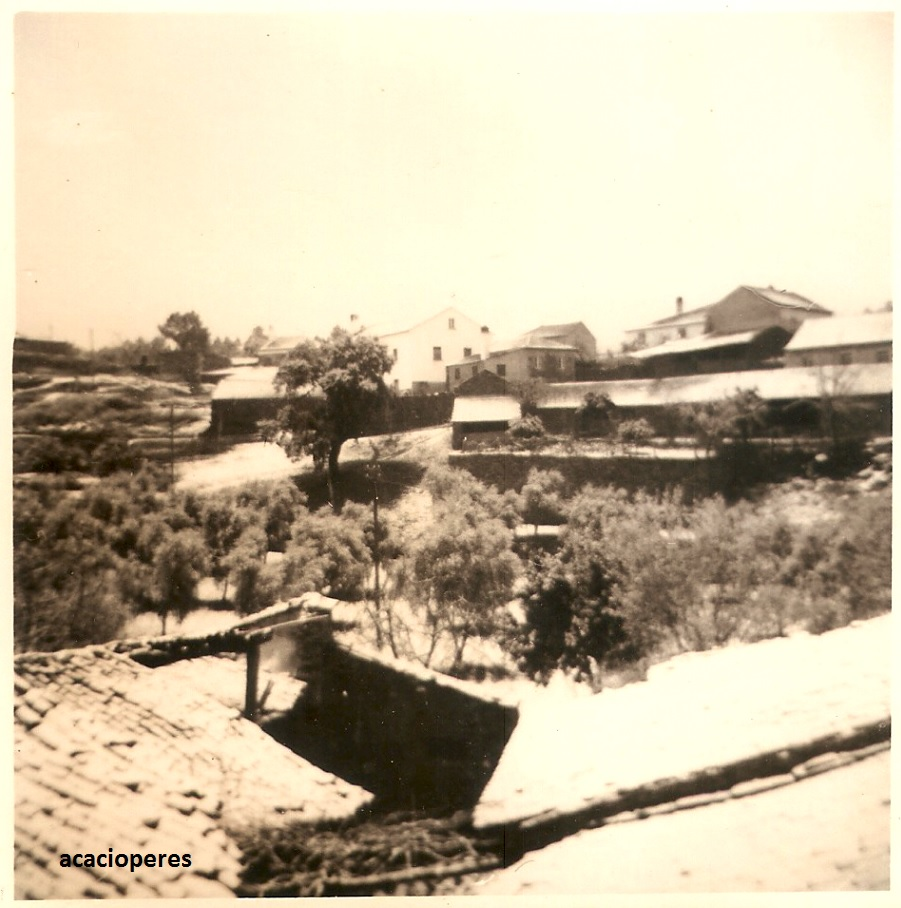
Paisagem de Valbom com neve em Dezembro de 1970 - Foto01
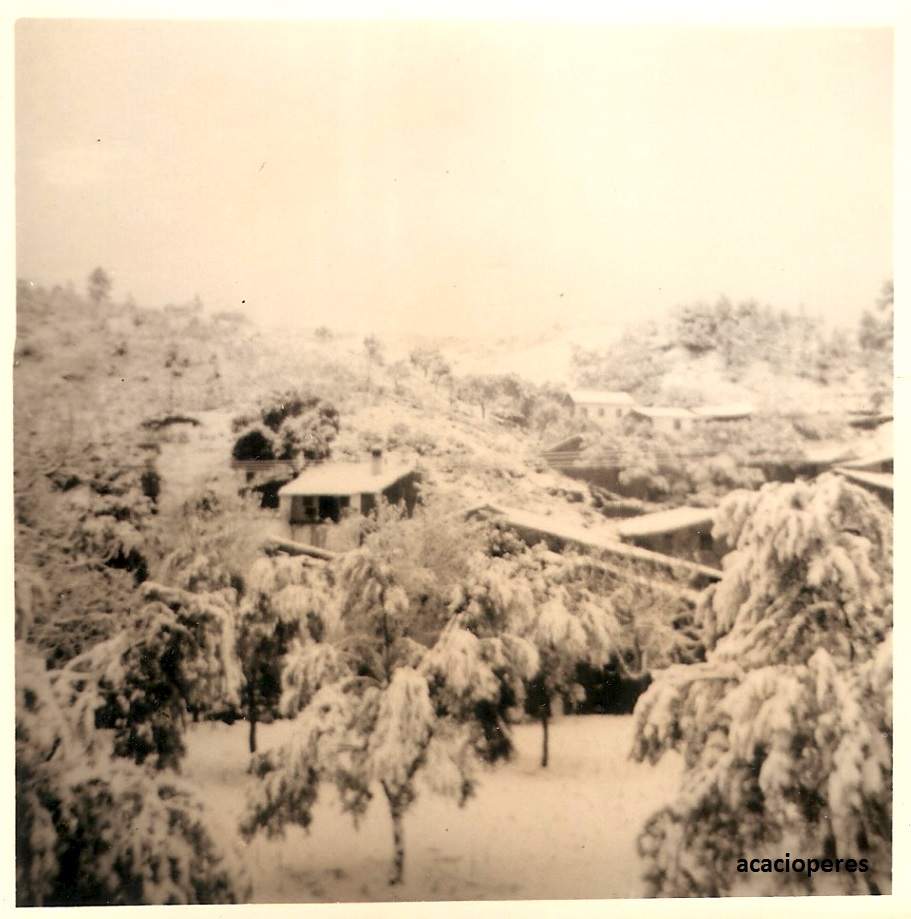
Paisagem de Valbom com neve em Dezembro de 1970 - Foto02
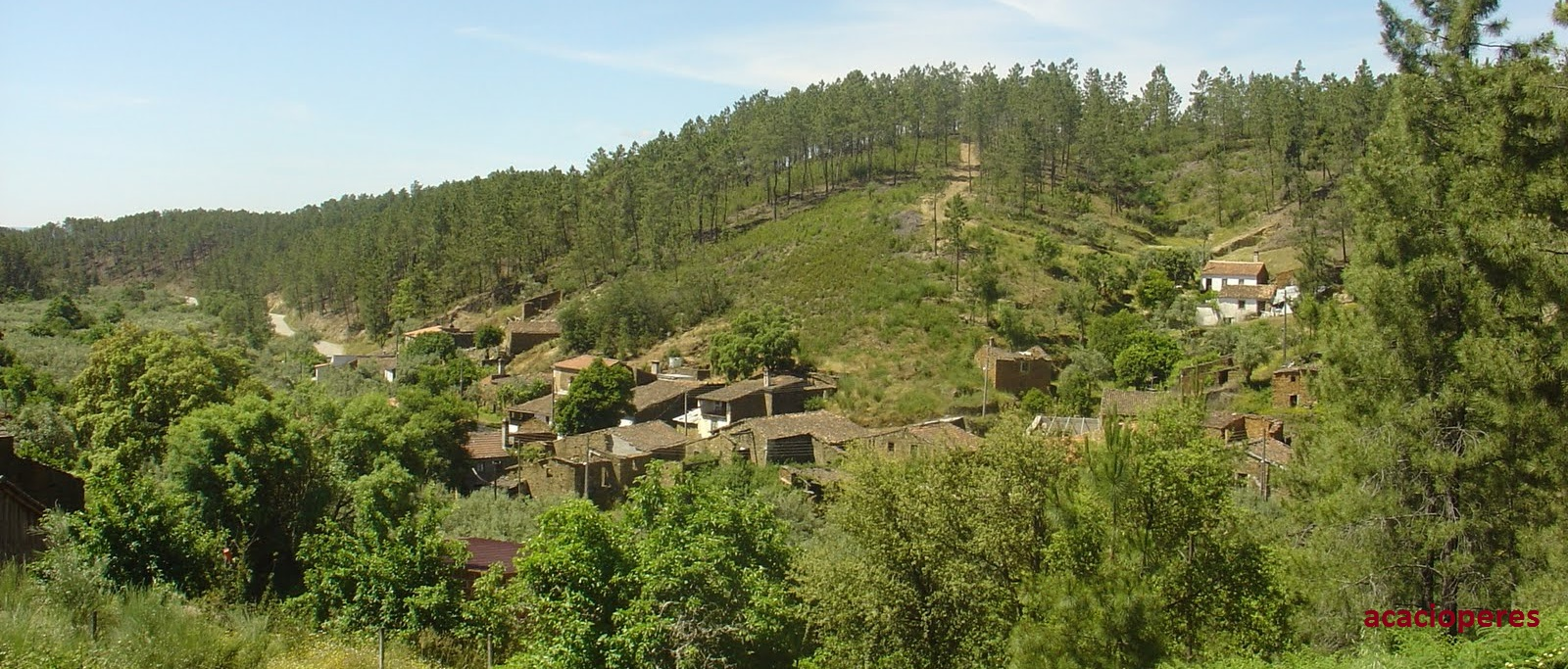
Panorâmica - Lado Poente - Junho de 2010
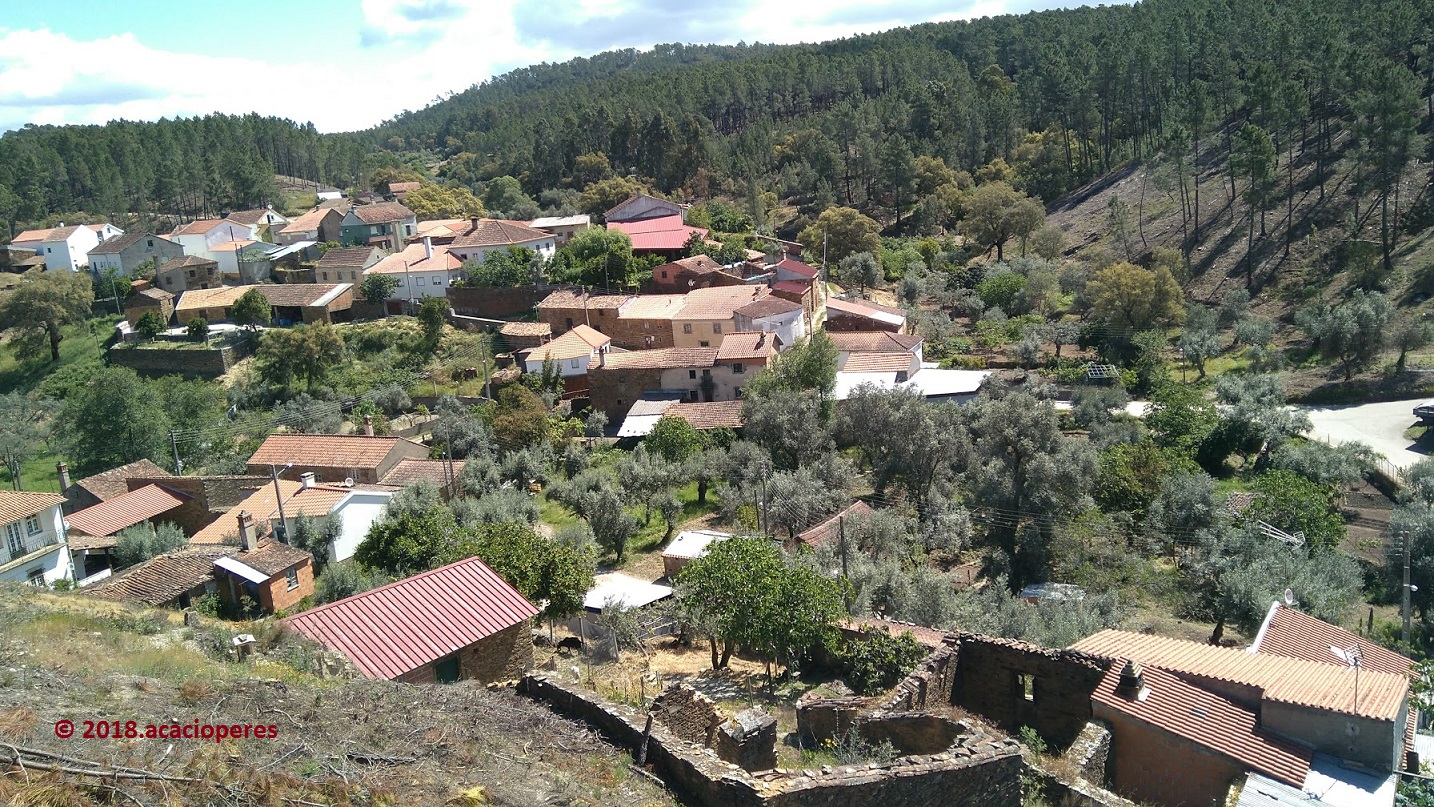
Vista para Nascente 00 - Maio de 2018
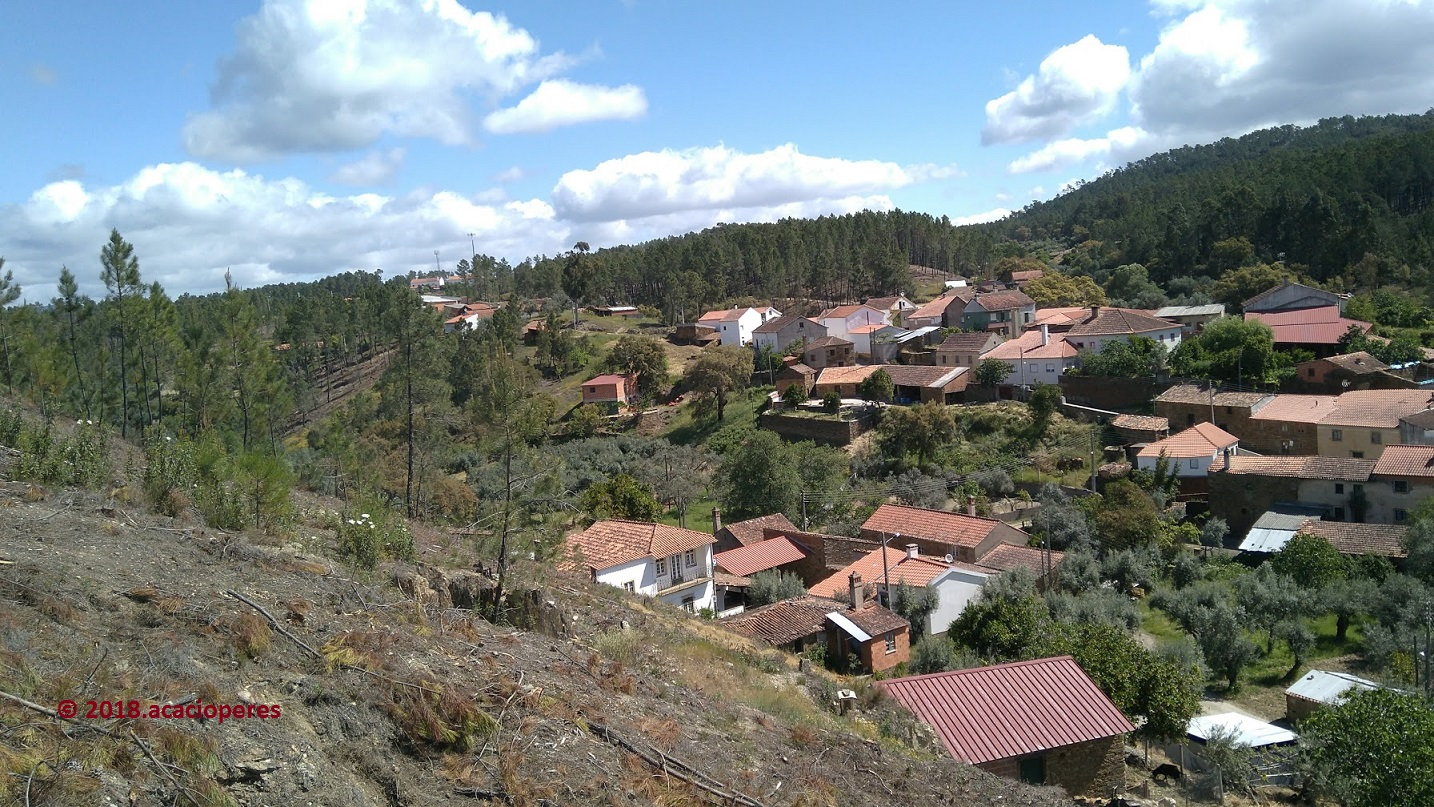
Vista para Nascente 01 - Maio de 2018